# Musa rubinea
Musa rubinea je vrsta divlje banane otkrivene 2008. u kineskoj provinciji Yunnan.
Područje ove rijetke vrste ograničeno je na okrug Cangyan, blizu granice s Mjanmarom

## Vanjske poveznice
|  | Wikivrste imaju podatke o taksonu Musa rubinea |